# Реліквія
Реліквія (від лат. relinquere — «залишатися») — шанована річ, яку свято зберігають, пов'язану з історичними або релігійними подіями минулого.
Реліквії бувають історичними та релігійними.
- Історичні реліквії є свого роду документами, свідками минулих подій. Яскравими історичними реліквіями є бойові прапори, рукописи і стародавні манускрипти, регалії влади, державні печатки. Серед найвідоміших — Шапка Мономаха, Ботик Петра та ін.
- Релігійні реліквії бувають справжніми (такі як мощі святих) або ж підробленими, а також образно-поетичними, заснованими на народній міфології (такі як Зуб Будди). З реліквіями, як правило, пов'язані самостійні та своєрідні культи, що існують усередині релігій. Серед реліквій різних релігій — Спис Долі, Стіна Плачу, Чорний камінь Кааби, Зуб Будди. Християнські реліквії зберігаються в спеціальних релікваріях.
- Сімейні реліквії — документи, предмети, що належать родині або роду і передаються у спадок з покоління в покоління.